# Світоч (роз'їзд)
Свíточ (біл. Све́тач, до 1965 — роз'їзд 204 км) — залізничний роз'їзд Гомельського відділення Білоруської залізниці на перетині ліній Гомель — Жлобин та Світоч — Центроліт. Розташований у північній частині міста Гомель.
На роз'їзді облаштований пасажирський зупинний пункт для поїздів регіональних ліній економ-класу, який має три бічні платформи, дві з них розташовані на лінії Гомель — Жлобин, а одна — на ділянці у напрямку станції Сож.
Роз'їзд з'єднує Жлобинський напрямок та Гомельську залізничну кільцеву об'їздну лінію. Звідси є можливість потрапити на станції Костюківка, Сож, Гомель-Північний та Гомель-Непарний.

## Пасажирське сполучення
На роз'їзді Світоч зупиняються поїзди регіональних ліній економ-класу сполученням:
- Гомель — Сож — Іпуть — Новобілицька — Гомель (кільцевий маршрут);
- Гомель — Жлобин
- Гомель — Свєтлогорськ-на-Березині.